# Jean-Baptiste Say
Jean-Baptiste Say, francoski ekonomist in poslovnež, * 5. januar 1767, † 15. november 1832. Zagovarjal je poglede klasičnega liberalizma in konkurence, proste trgovine in strožjega omejevanja poslovanja. Najbolj je poznan po Sayevem zakonu, ki je poimenovan po njem. V svojem času ga je zagovarjal in ga populariziral, vendar pa ga sam ni izoblikoval.